# Hotel Crowne Plaza Prague

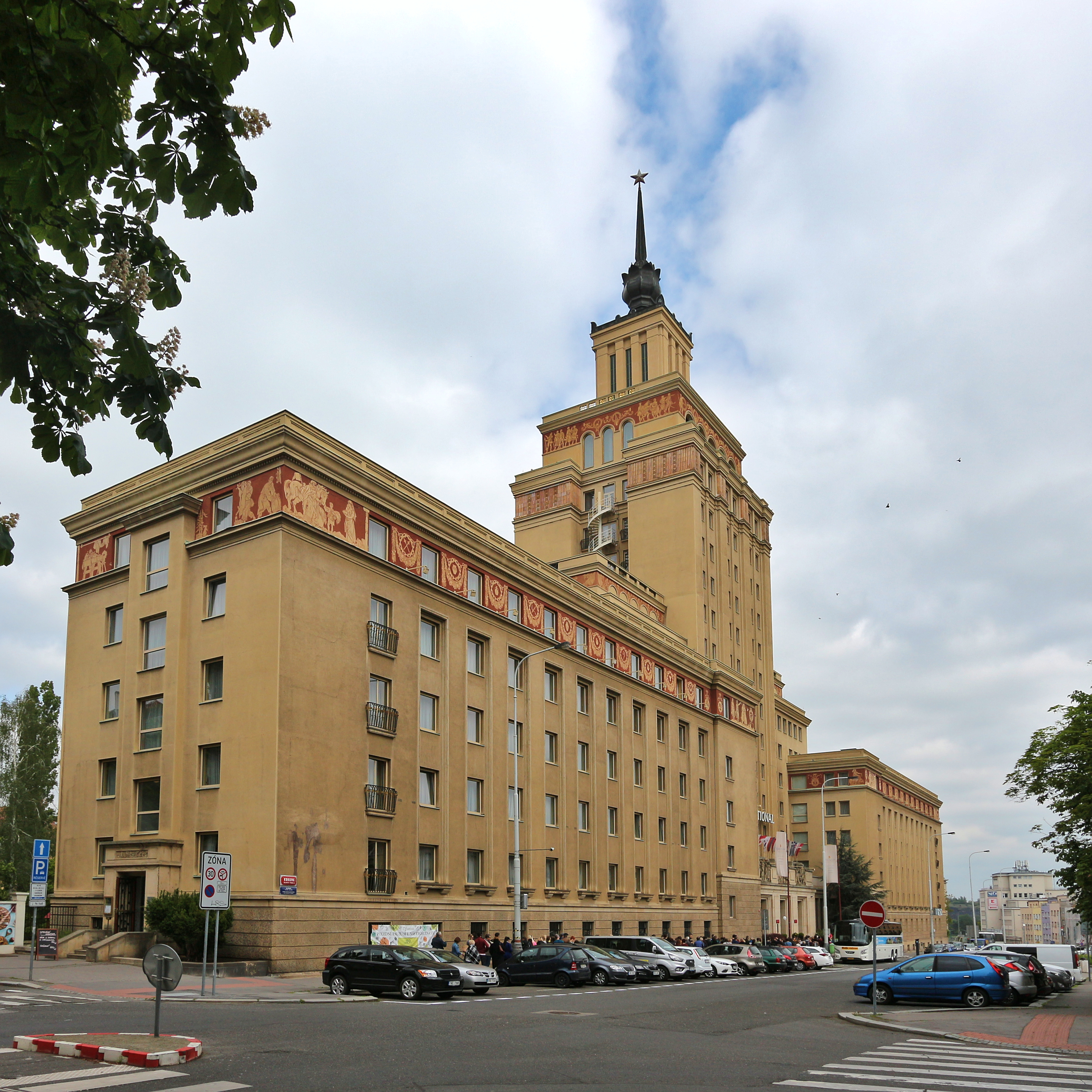
Hotel International Prague

Hotel International Prague (voorheen ook Hotel Družba, Hotel Čedok, International, Holiday Inn, en Hotel Crowne Plaza Prague) is een hotel in de Tsjechische hoofdstad Praag. Het pand staat in de wijk Dejvice, het is het grootste bouwwerk van Praag in stalinistische stijl.
Het hotel werd tussen 1952 en 1954 gebouwd in opdracht van het Tsjecho-Slowaakse Ministerie van Defensie. De hoogte van het zestien verdiepingen tellende gebouw is 88 meter, dat is inclusief tien meter antenne en een anderhalve meter hoge rode ster. Onder het gebouw bevindt zich een schuilkelder die bescherming diende te bieden bij een nucleaire aanval. Deze voorziening is buiten gebruik.